# Museu Nacional de História Natural (Estados Unidos)

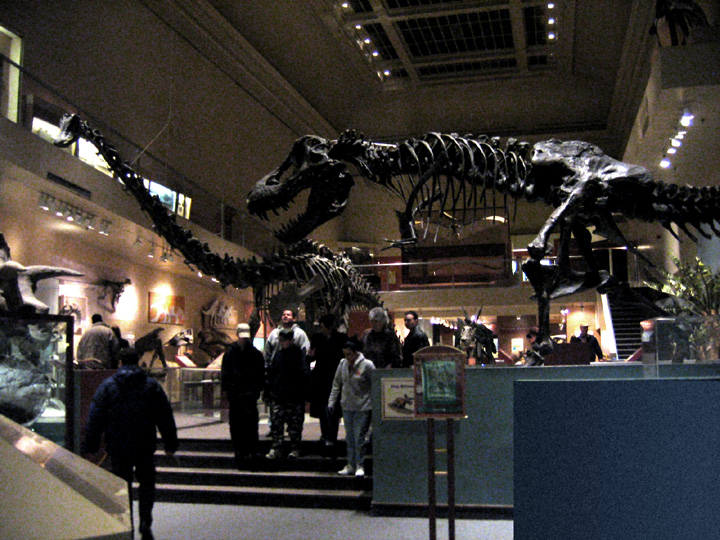
Sala dos dinossauros

O Museu Nacional de História Natural (em inglês:  National Museum of Natural History) é um museu administrado pela Instituição Smithsoniana, localizado no National Mall, em Washington, D.C., Estados Unidos.
A coleção do museu totaliza mais de 125 milhões de espécies de plantas, animais, fósseis, minerais, rochas, meteoritos e objetos culturais humanos. O museu é o segundo mais visitado dos Smithsonianos. No museu trabalham mais de 185 profissionais especialistas em história natural, o maior grupo dedicado ao estudo cultural e natural de todo o mundo. O museu foi fundado em 1910, num edifício projetado por Hornblower & Marshall. O edifício, de estilo neoclássico, foi o primeiro a ser construído na região norte do National Mall, ao longo da Constitution Avenue, como parte do plano da Comissão McMillan, em 1901.
As amostras mais importantes do piso inferior (entrada pelo National Mall) estão no salão de mamíferos Kenneth E. Behring, que expõem mamíferos dessecados de todo o mundo, alguns dos quais foram colecionados pelo Presidente Theodore Roosevelt. Também no piso inferior está a sala dos dinossauros. Ao lado desta sala fica a exposição sobre a evolução da Terra, que leva até o Pré-Cambriano. Neste piso também podem ser observados objetos das culturais orientais.
O primeiro piso contém a Coleção Nacional de Gemas, na sala de geologia, gemas e minerais Janet Annenberg, onde a peça de maior destaque é o Diamante Hope. Ainda, neste piso, está o zoológico de insetos Orkin. O resto do piso está ocupado pelo cine IMAX que projeta filmes sobre a vida selvagem, geografia e natureza.
No piso superior ficam as lojas do museu, a cafeteria e o auditório. Neste piso pode-se contemplar uma coleção de 100 pássaros que vivem na zona metropolitana de Washington D.C.